# Sgt. Slaughter
Robert Rudolph Remus (* 27. srpna 1948, Detroit), známý pod přezdívkou Sgt. Slaughter, je americký dabér a bývalý profesionální wrestler. Dlouhodobě pracuje ve společnosti WWE jako ambasador.

## Kariéra
Od konce sedmdesátých do začátku osmdesátých let úspěšně působil v National Wrestling Alliance, American Wrestling Association a World Wrestling Federation. Získal titul mistra světa WWF v těžké váze a v roce 1991 patřil mezi hlavní hvězdy WrestleManie VII. Dvakrát získal titul NWA United States Heavyweight Championship.
V roce 2004 byl uveden do síně slávy WWE. Proslavil se nošením tmavých slunečních brýlí, kloboukem a vojenskou uniformou z doby vietnamské války. V 80. letech byla alternativní verze jeho postavy začleněna do seriálu G.I. Joe: A Real American Hero, stejně jako do animovaného seriálu a komiksů.

## Úspěchy a ocenění
- American Wrestling Association
  - AWA America's Championship (1x)
  - AWA British Empire Heavyweight Championship (1x)
- Cauliflower Alley Club
  - Iron Mike Mazurki Award (2011)
- Central States Wrestling
  - NWA Central States Heavyweight Championship (3x)
- Georgia Championship Wrestling
  - NWA Georgia Tag Team Championship (1x)
- George Tragos/Lou Thesz Professional Wrestling Hall of Fame
  - (Frank Gotch Award 2019)
- Maple Leaf Wrestling
  - NWA Canadian Heavyweight Championship (1x)
- Mid-Atlantic Championship Wrestling
  - NWA United States Heavyweight Championship (2x)
  - NWA World Tag Team Championship (Mid-Atlantic version) (1x)
- National Wrestling Federation
  - NWF Americas Championship (1x)
- Northeast Championship Wrestling (Tom Janette)
  - NCW Heavyweight Championship (1x)
- NWA Tri-State
  - NWA United States Tag Team Championship (1x)
- Pro Wrestling Illustrated
  - Most Hated Wrestler of the Year (1991)
  - Most Inspirational Wrestler of the Year (1984)
  - Ranked No. 36 of the top 500 singles wrestlers in the PWI 500 in 1991
  - Ranked No. 34 of the top 500 singles wrestlers of the "PWI Years" in 2003
  - Ranked No. 29 of the 100 best tag teams of the "PWI Years" with Don Kernodle in 2003
- Professional Wrestling Hall of Fame
  - (2016)
- USA Pro Wrestling
  - USA Pro Heavyweight Championship (1x)
- World Wrestling Federation/Entertainment
  - WWF Championship (1x)
  - WWE Hall of Fame (2004)
- Wrestling Observer Newsletter
  - Match of the Year (1981) vs. Pat Patterson
  - Match of the Year (1983) s Don Kernodle vs. Ricky Steamboat a Jay Youngblood
  - Most Unimproved (1985)
  - Most Washed Up Wrestler (1985)
  - Worst Feud of the Year (1985) vs. Boris Zhukov
  - Most Disgusting Promotional Tactic (1991) Iraqi sympathizer angle
  - Worst Feud of the Year (1991) vs. Hulk Hogan
  - Wrestling Observer Newsletter Hall of Fame (2023)